# Hallur Hansson
Hallur Hansson (8 juli 1992) is een Faeröers voetballer die doorgaans als middenvelder speelt. Hij verruilde Vejle Boldklub medio 2022 voor KR Reykjavík. Hansson debuteerde in 2012 in het Faeröers voetbalelftal.

## Erelijst
Víkingur Gøta
Beker van de Faeröer: 2014
Individueel
Effodeildin beste middenvelder: 2012
Effodeildin Team of the Season: 2012